# Phasia malayana
Phasia malayana là một loài ruồi trong họ Tachinidae.